# 카시아 코발스카
카시아 코발스카(폴란드어: Kasia Kowalska, 1973년 6월 13일 ~ )는 폴란드의 가수, 배우이다. 1996년 유로비전 송 콘테스트에 폴란드 대표로 참가했다.